# Florence Ozor
Florence Ozor (née en 1980 à Lagos) est une féministe et femme d'affaires nigériane et l'une des dirigeantes du mouvement Bring Back Our Girls. Elle a été qualifiée de « féministe résolue ». 

## Jeunesse
Florence Ozor est née en 1980 à Lagos, au Nigeria. Elle a quatre sœurs. Elle étudie l'histoire et les relations internationales. Elle suit également des cours de leadership à Lagos, Harvard et Singapour. 

## Carrière
Florence Ozor travaille dans les domaines de la mode, de la fabrication, de la publicité et des relations publiques, avant de se consacrer à la communication d'entreprise et de gouvernement en 2010. 
En 2014, Florence Ozor passe plusieurs semaines à Washington. Avec 22 autres femmes, elle suit le programme mondial de mentorat pour femmes du département d'État américain. Dans le cadre de cette initiative, elle effectue une tournée de conférences dans l’État américain du Colorado et souligne le sort des filles disparues du Nigéria, affirmant que le monde les oublie ,. 
En 2014, elle participe à un séminaire pour le Leadership des femmes au Entusi Resort and Retreat Centre en Ouganda, et elle invite les participantes à poser pour une photo derrière une bannière Bring Back Our Girls et à en parler à Newsweek. 
Florence Ozor signe avec Oby Ezekwesili le communiqué de presse de Bring Back Our Girls en octobre 2017, Monsieur le Président, il est temps d'agir, déclarant qu'après 1 277 jours, 113 filles sont toujours captives. 
Elle crée la Fondation Florence Ozor, une organisation non gouvernementale à but non lucratif qui vise à favoriser le leadership et l'autonomie des femmes et des filles au Nigéria. 
Elle s'exprime à la conférence « Action politique des femmes en Afrique et en Europe » à Bruxelles en septembre 2017, organisée par le Forum progressiste mondial et le PSE Femmes dans le cadre de la Semaine de l'Afrique 2017. 